# Radmühl
Radmühl ist ein Ortsteil in der Gemeinde Freiensteinau im mittelhessischen Vogelsbergkreis.

## Geografie

### Lage
Der Ort liegt an den südlichen Ausläufern des Vogelsbergs.

### Nachbarorte
Radmühl grenzt im Norden an den Ort Salz, im Nordosten an den Ort Freiensteinau, im Südosten an den Ort Fleschenbach, im Süden an den Ort Rebsdorf, im Südwesten an den Ort Oberreichenbach und im Nordwesten an den Ort Wettges.

## Ortsgeschichte

### Mittelalter
Am 29. Oktober 1384 wird der Ort als „Radmolen“ urkundlich erwähnt. Bingel von Heroldes wird von dem fuldischen Abt Friedrich I. von Romrod mit Gütern „zu Grebinhain, zu Radmolen, zu Mase, zu Fryensteyn, zu Salcza“ belehnt. Eine weitere Urkunde von 1389 nennt: „gute und lute czuo Radmülen“ (die Güter und Leute zu Radmülen). Zwei Jahre später wird aufgelistet, dass zu „Rademuln“ „III libras hell“ zu entrichten sind. 1392 werden „zu Radmolen alle gut der Heroldes“ erwähnt. „Raduohln“ heißt es in einer Urkunde 1595. Die heutige Namensform „Radmühl“ erscheint erstmals 1816 in einem Salbuch.
Der Ortsname bedeutet werden Rad oder Wasserrad noch lässt er sich von Mühle ableiten. Das Bestimmungsglied des Ortsnamens ist der Rufnamen „Rado“, so erklärt es die Namenskunde.

#### Zwei Dörfer
Die beiden Teile des Ortes westlich und östlich des Salzbachs gehörten bis zur Gebietsreform in Hessen zu verschiedenen Verwaltungseinheiten und historisch zu unterschiedlichen Staaten.
Bis zum Jahr 1806 gehörte der östliche Teil jahrhundertelang zum Gebiet der Herrschaft Riedesel unter den Freiherren Riedesel zu Eisenbach, der westliche Teil zur Grafschaft Isenburg-Birstein. Der östliche Teil kam 1806 an das Großherzogtum Hessen, der westliche 1806 zum Rheinbund-Staat Isenburg und nach dessen Mediatisierung zu Österreich und 1816 an das Kurfürstentum Hessen, das 1866 wiederum vom Königreich Preußen annektiert wurde.
Nach 1945 wurde die Doppelortschaft Teil des Landes Hessen, blieb aber administrativ weiterhin geteilt durch die Zuordnung des westlichen Teils zum Landkreis Gelnhausen und des östlichen Teils zum Landkreis Lauterbach.

#### Gebietsreform und Vereinigung
Am 1. August 1972 kamen die bis dahin selbstständigen Gemeinden im Zuge der Gebietsreform in Hessen durch Landesgesetz als Ortsteile zur Großgemeinde Freiensteinau und zum Vogelsbergkreis. Während Radmühl I sich freiwillig mit Freiensteinau zusammenschließen ließ, musste Radmühl II gegen den Willen der Bevölkerung per Landesgesetz nach Freiensteinau eingemeindet werden. Noch bis 2006 bildeten die beiden Hälften von Radmühl zwei getrennte Ortsbezirke von Freiensteinau mit zwei getrennten Ortsvorstehern, erst danach wurden die Ortsbezirke zusammengelegt.

#### Nachwirkungen
Umgangssprachlich wird die östliche Ortshälfte bis heute Hessisch Radmühl, die westliche Preußisch Radmühl genannt, obwohl die Zeit zwischen 1866 und 1945 im Vergleich zur riedeselisch/isenburgischen Zeit eher ein kurzer Abschnitt der Ortsgeschichte war. Die offizielle Bezeichnung des östlichen Teils ist Radmühl I, die des westlichen Radmühl II.
Die jahrelange Trennung zeigt sich bis heute. So haben beide Ortsteile eine getrennte Wasser- und Stromversorgung mit unterschiedlichen Grundversorgern und eine unterschiedliche Straßenbeleuchtung. Auch kirchlich ist der Ort bis heute geteilt: Radmühl I gehört zur Evangelischen Kirche in Hessen und Nassau und dort zur Pfarrei Freiensteinau, Radmühl II gehört zur Evangelischen Kirche von Kurhessen-Waldeck und dort zur Pfarrei Birstein-Unterreichenbach. Radmühler werden immer noch je nach ehemaliger Landeshälfte auf zwei getrennten Friedhöfen bestattet.

### Rechtsgeschichte
Im riedeselschen Radmühl galten die Riedesel’schen Verordnungen als Partikularrecht. Das Gemeine Recht galt nur, soweit diese Verordnungen keine Bestimmungen enthielten. Dieses Sonderrecht behielt theoretisch seine Geltung auch während der Zugehörigkeit des Ortes zum Großherzogtum Hessen im 19. Jahrhundert, in der gerichtlichen Praxis wurden aber nur noch einzelne Bestimmungen angewandt. Das Partikularrecht wurde zum 1. Januar 1900 von dem einheitlich im ganzen Deutschen Reich geltenden Bürgerlichen Gesetzbuch abgelöst.

## Politik
Ortsvorsteher ist Heiko Wahn.